# Zelotes schmitzi
Zelotes schmitzi är en spindelart som först beskrevs av Kulczynski 1899.  Zelotes schmitzi ingår i släktet Zelotes och familjen plattbuksspindlar. Inga underarter finns listade i Catalogue of Life.